# Quai de l'Hôtel-de-Ville
Ne doit pas être confondu avec Port de l'Hôtel-de-Ville.
Le quai de l’Hôtel-de-Ville est un quai situé le long de la Seine, à Paris, dans le 4e arrondissement.

## Situation et accès

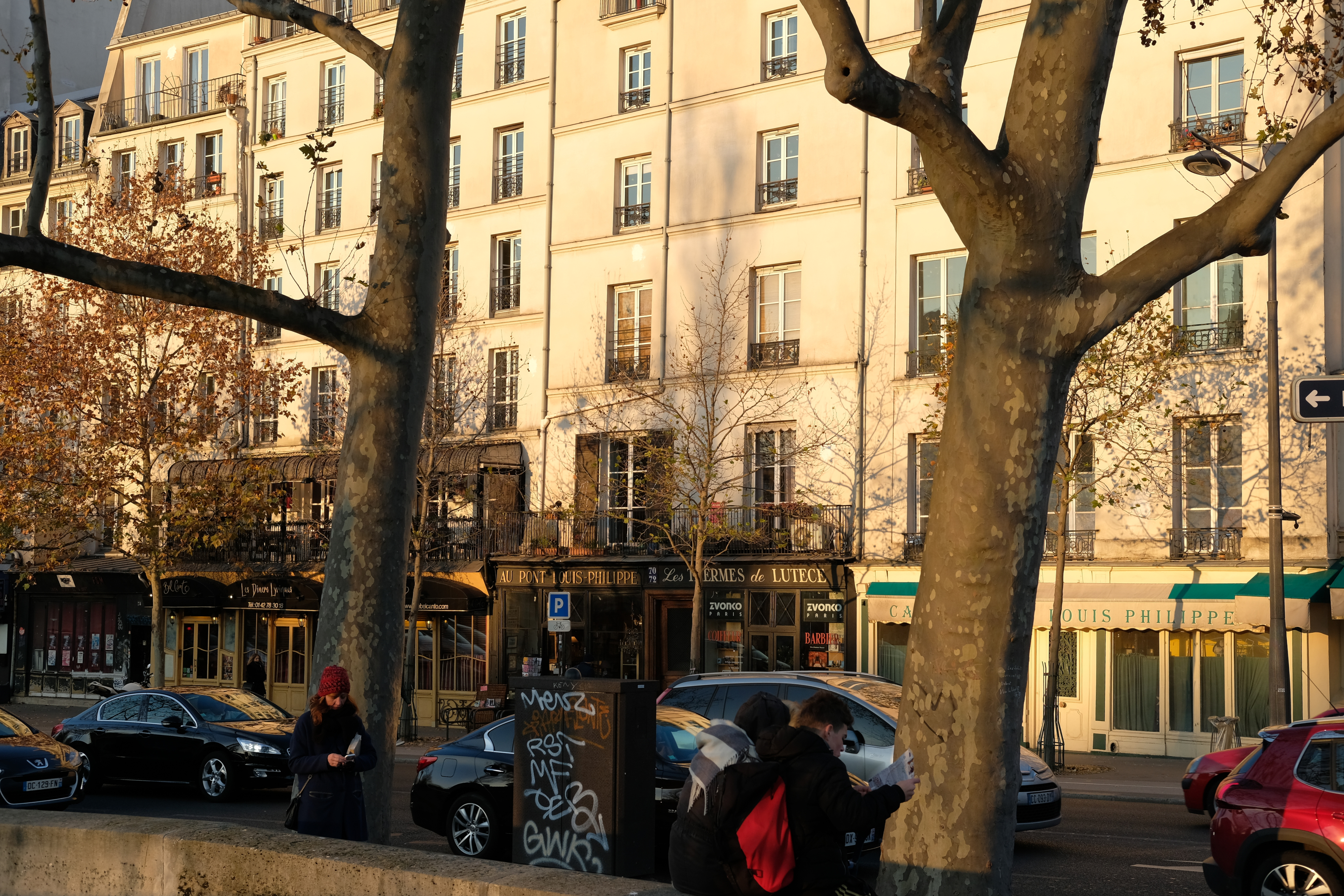
Quai de l'Hôtel-de-Ville au niveau des numéros 70 et 72.

Le quai de l'Hôtel-de-Ville, d'une longueur de 535 mètres et de 24 à 32 mètres de largeur, est situé dans le 4e arrondissement, quartier Saint-Gervais et quartier Saint-Merri, et commence au pont Marie et rue des Nonnains-d'Hyères et finit à la place de l'Hôtel-de-Ville - esplanade de la Libération.
Il donne accès à deux espaces verts : côté sud, en contrebas, le jardin Federico-García-Lorca, situé au sein du parc Rives-de-Seine, et côté nord, au jardin des Combattants-de-la-Nueve, qui jouxte l'hôtel de Ville de Paris.
Le quai de l'Hôtel-de-Ville est desservi à proximité par la ligne 7 à la station Pont Marie et les lignes 1 et 11 à la station Hôtel-de-Ville.

## Origine du nom
Il tient son nom du fait qu'il longe l'hôtel de ville de Paris.

## Historique
En 1254, c'était un chemin qui bordait la Seine. Il s'appelait « vicus Merrenarum », le « chemin aux Merrains », « rue aux Merrains », aux marchands de bois de charpente.
À partir du XVe siècle, les actes le désignent sous le nom de « quai de la Grève », ou « quai de Grève ». « Grève » signifie un endroit uni, couvert de gravier, sur le bord de mer ou d'une rivière. Avant que la place de Grève, aujourd'hui place de l'Hôtel-de-Ville - Esplanade de la Libération, fût haussée et que le quai fût pavé, cet endroit était réellement une grève. Plusieurs débordements de la Seine étaient marqués sur la façade d'une maison qui était en 1817 au no 52 du quai :
- la crue de 1658 était indiquée 2 pieds environ plus haut que celle de 1740 ;
- la crue de 1651 était indiquée 7 pieds plus haut, mais l'auteur pense qu'il devait s'agir d'une erreur.

Une décision ministérielle du 5 vendémiaire an VI (26 septembre 1797), signée Chaptal, détermina un alignement pour cette voie publique.
Avant 1836, ce quai, confondu avec le port au Blé, descendait en pente jusqu'à la Seine.
Une ordonnance royale du 4 mars 1836 fixe l'alignement de la partie comprise entre les rues Geoffroy-l'Asnier et du Pont-Louis-Philippe. Pour le surplus, l'alignement a été déterminé par une ordonnance du 27 septembre suivant. La moindre largeur de ce quai est portée à 24,30 mètres. En 1837, 1838 et 1839, l'administration a fait construire le mur de parapet et exécuter des travaux de plantations, d'égout, de nivellement et autres.

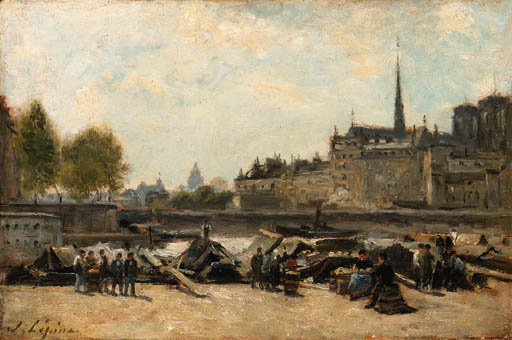
Le Marché aux pommes, Quai de Gesvres et Quai de l'Hôtel-de-Ville, près du Pont d'Arcole,
Stanislas Lépine, 1884-1888,
collection privée, vente 2000.

Le quai de l'Hôtel-de-Ville est créé en 1867-1868 de la fusion de la partie du quai des Ormes située entre la rue des Nonnains-d'Hyères et la rue Geoffroy-l'Asnier avec la partie du quai de Grève située entre cette dernière rue et le pont d'Arcole.
Au XIXe siècle, le quai de la Grève, d'une longueur de 252 mètres, qui était situé dans l'ancien 9e arrondissement, quartier de l'Hôtel-de-Ville commençait au 1, rue Geoffroy-l'Asnier et au quai des Ormes et finissait place de l'Hôtel-de-Ville.
Les numéros de la rue étaient rouges. Il n'y avait pas de numéros impairs et le dernier numéro pair était le no 88.
La place Marie-Claude-Vaillant-Couturier est située au sein du quai.

## Bâtiments remarquables et lieux de mémoire
- No 56 : ancien débouché de la ruelle Hyacinthe, supprimée en 1841, qui reliait le quai de Grève à la rue de la Mortellerie.

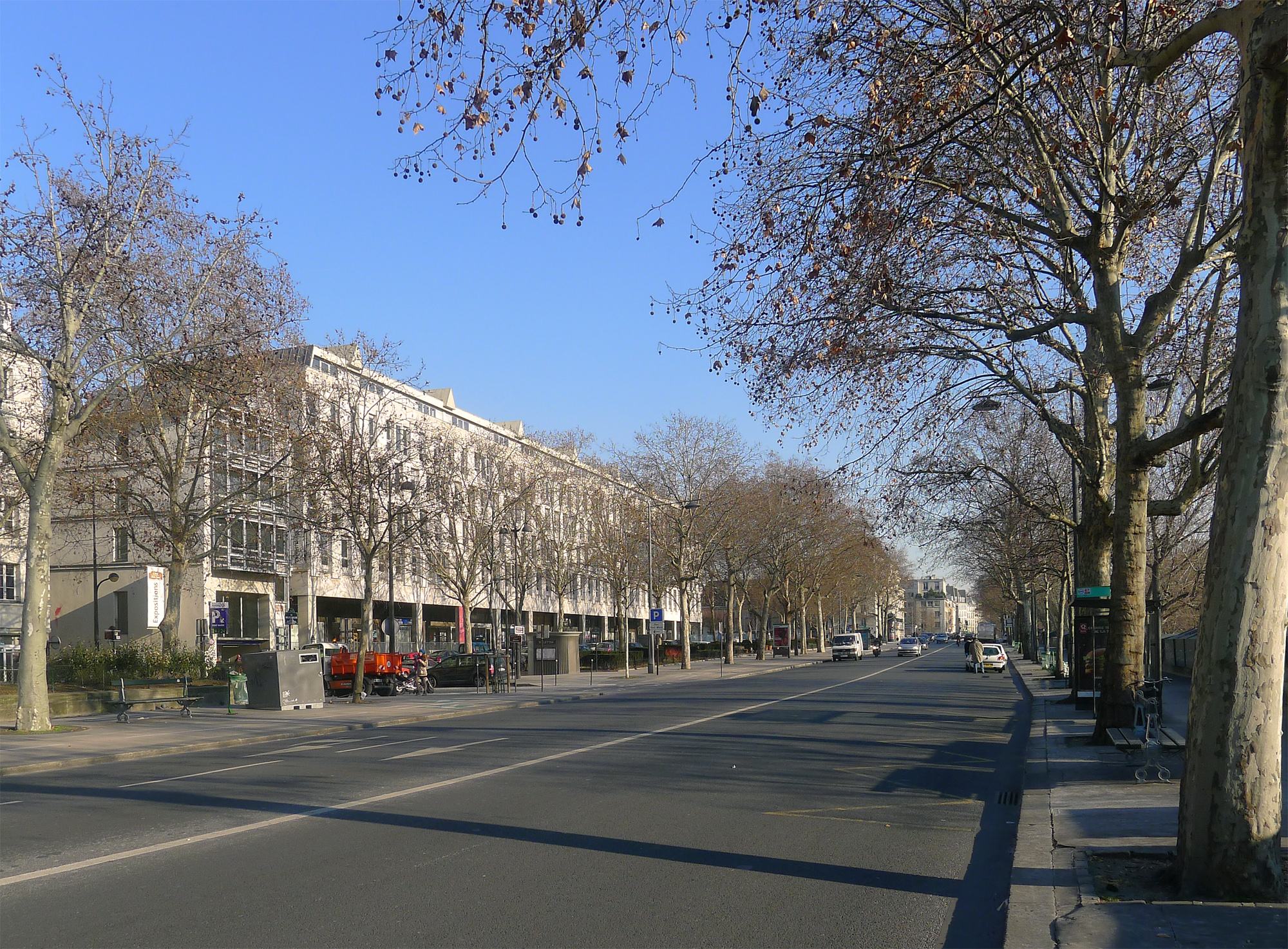
Le quai au niveau de la Cité Internationale des arts.
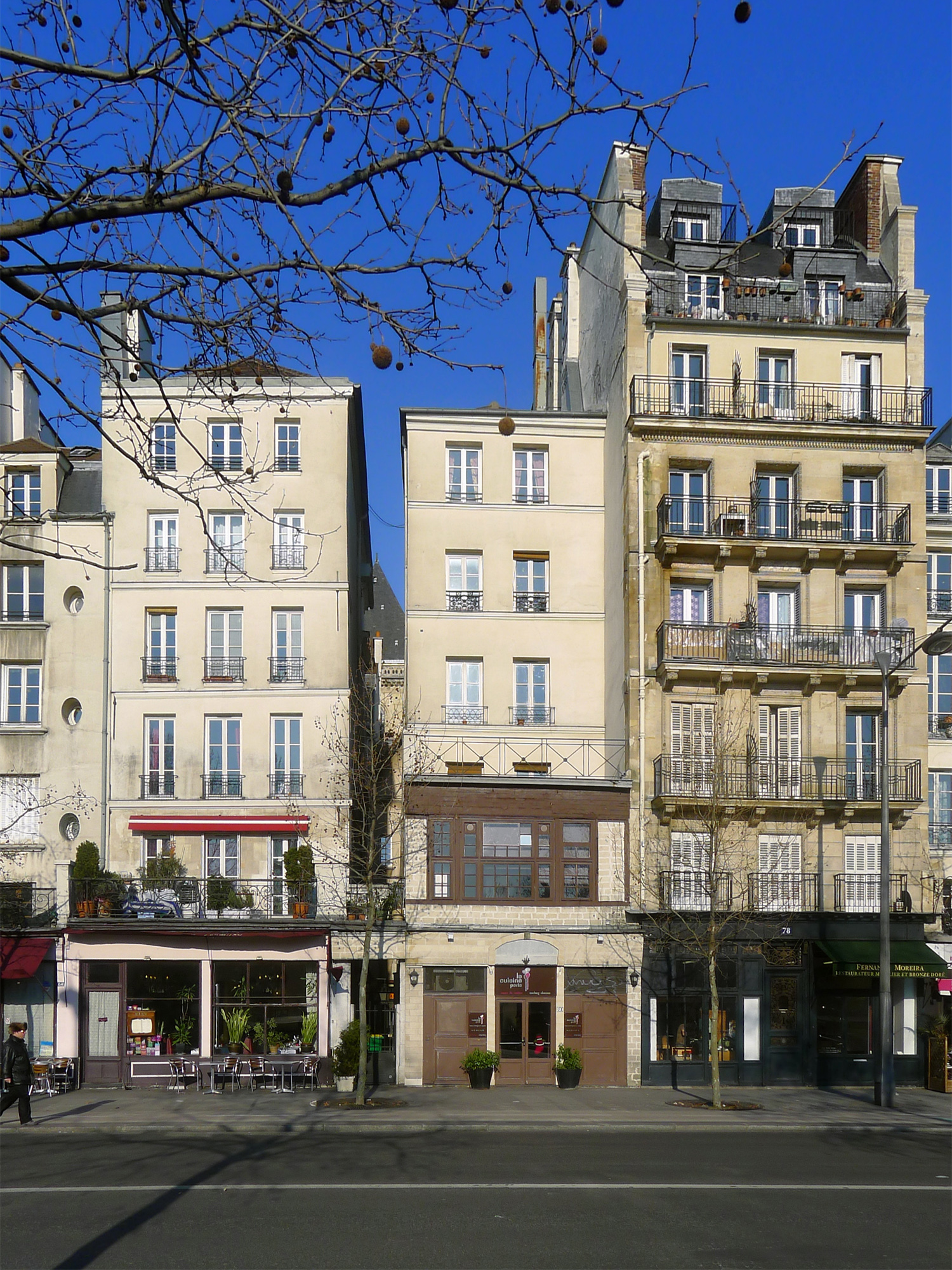
No 82 : passage très étroit.
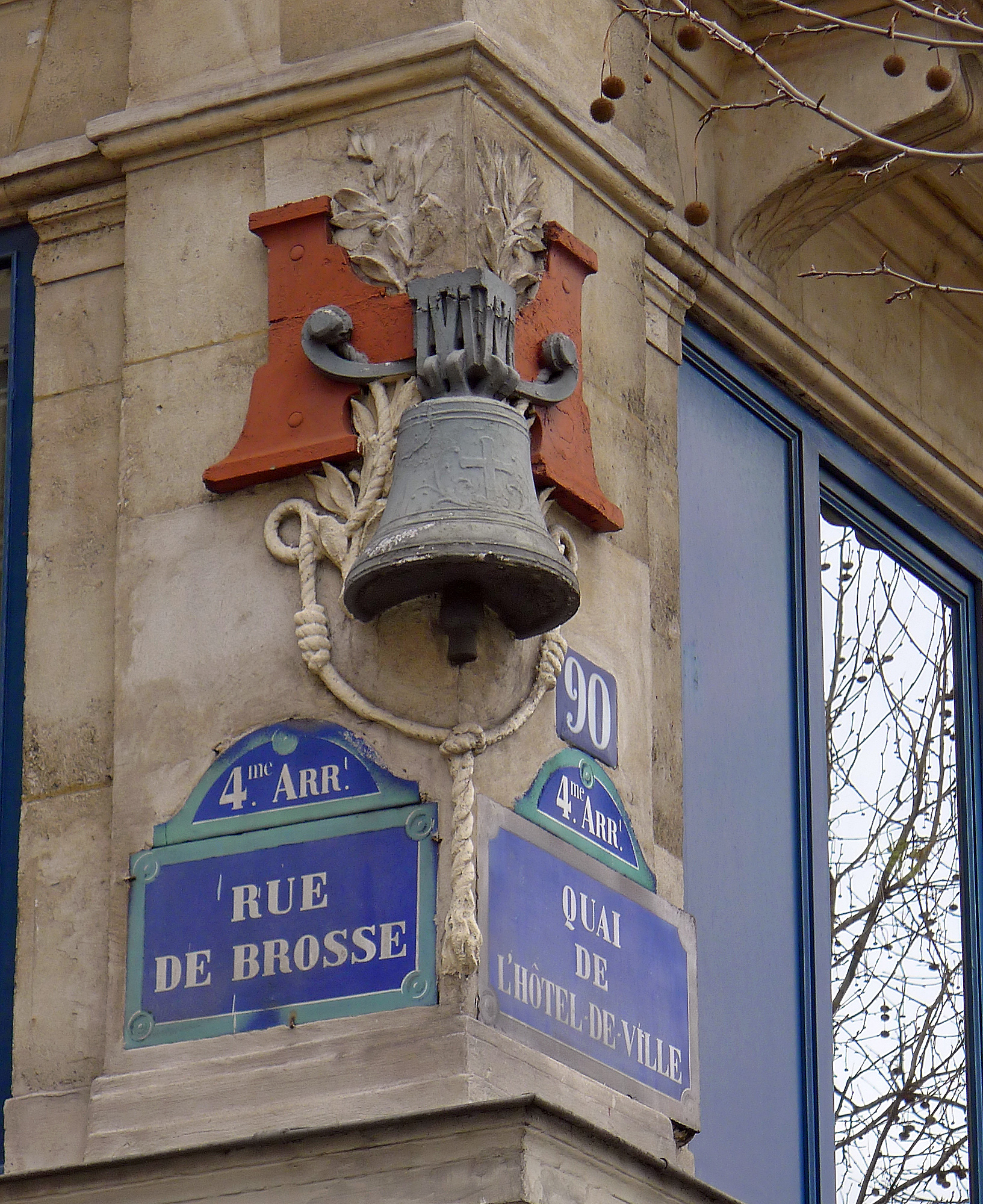
Élément décoratif en forme de cloche à l'angle de la rue de Brosse et du quai.
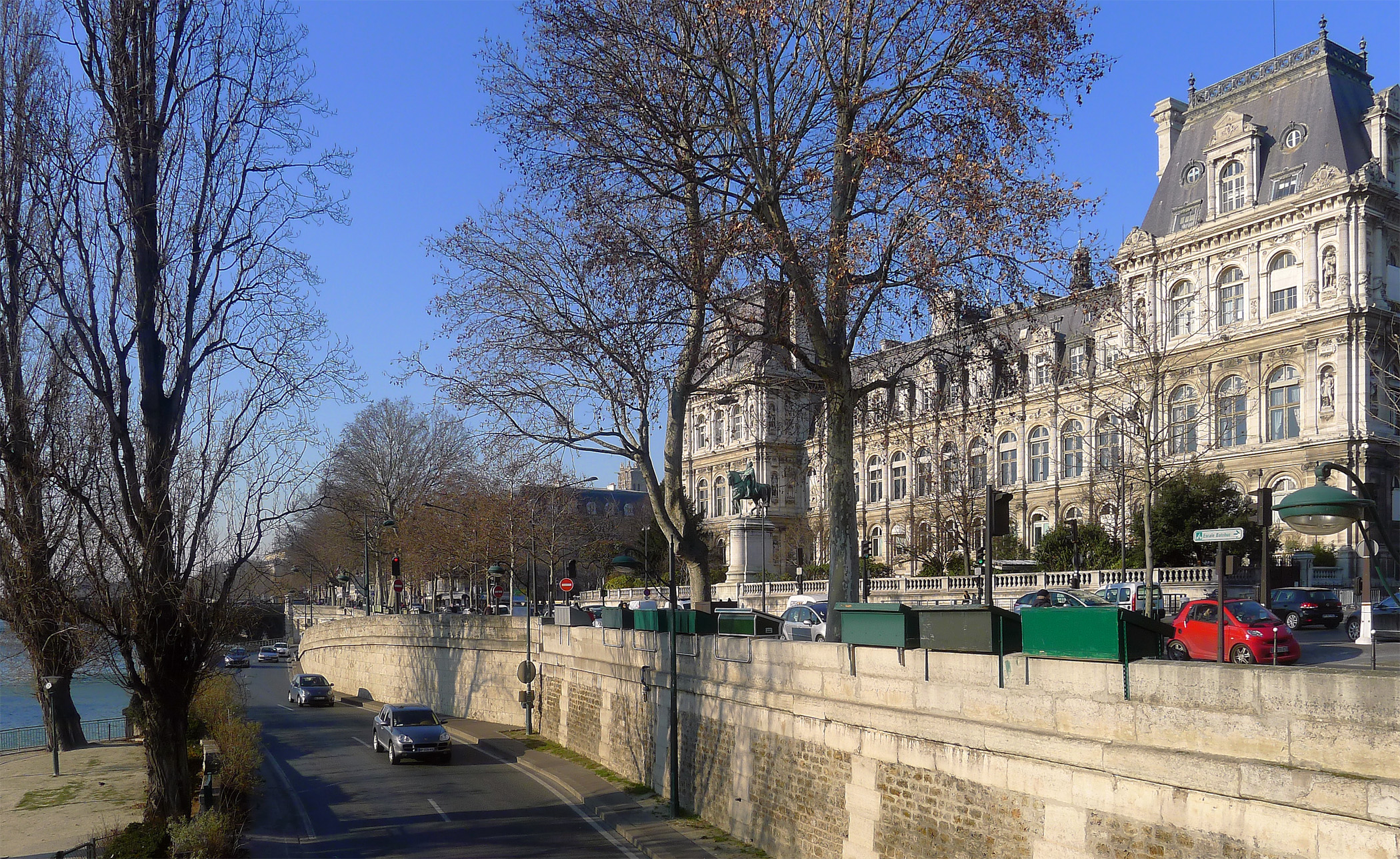
Le quai entre l'Hôtel-de-ville et la voie Georges-Pompidou en contrebas (2012).
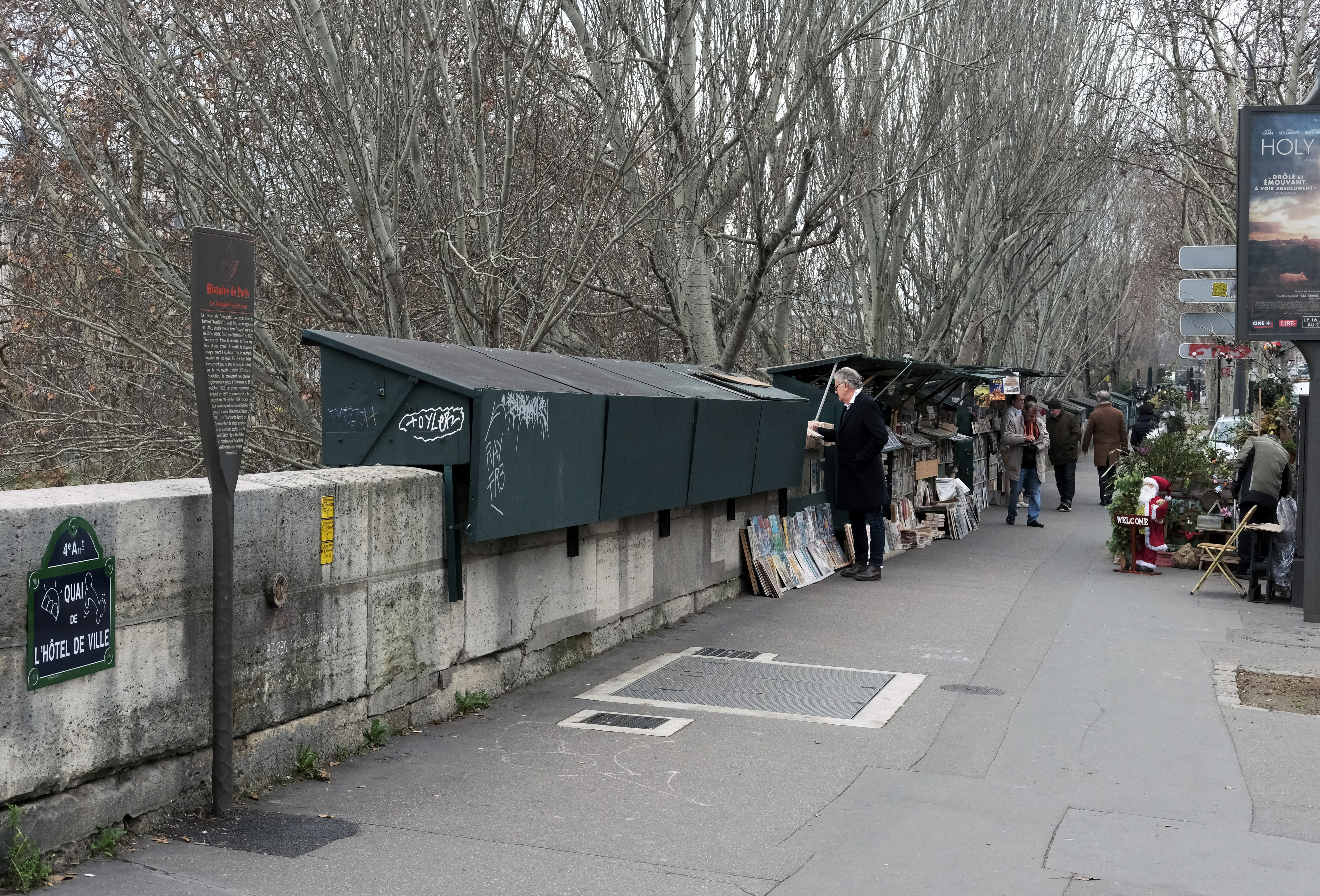
Panneau Histoire de Paris « Les bouquinistes », à l'angle du pont Marie et du quai de l'Hôtel-de-Ville.
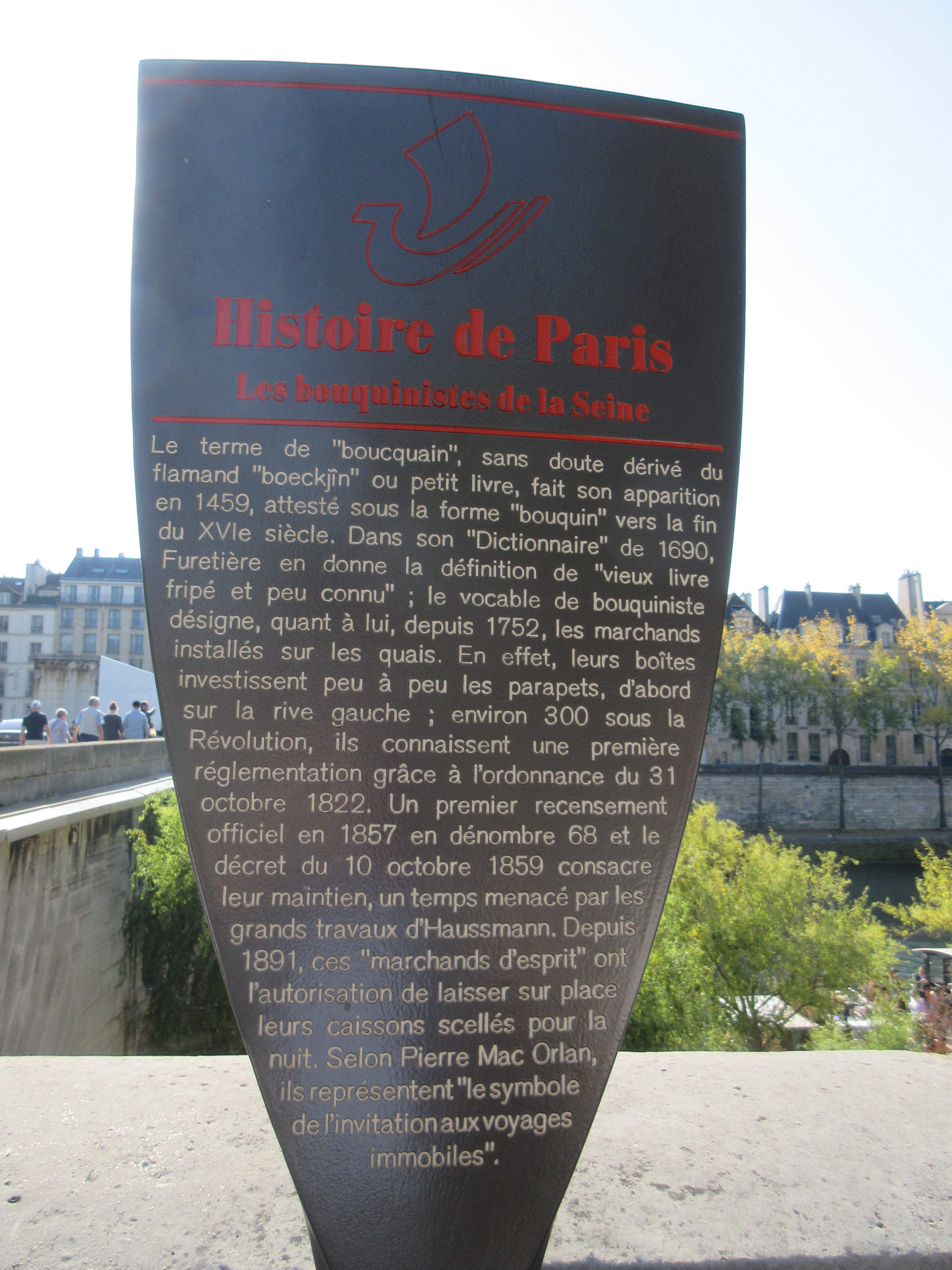
Panneau Histoire de Paris les Bouquinistes de la Seine.
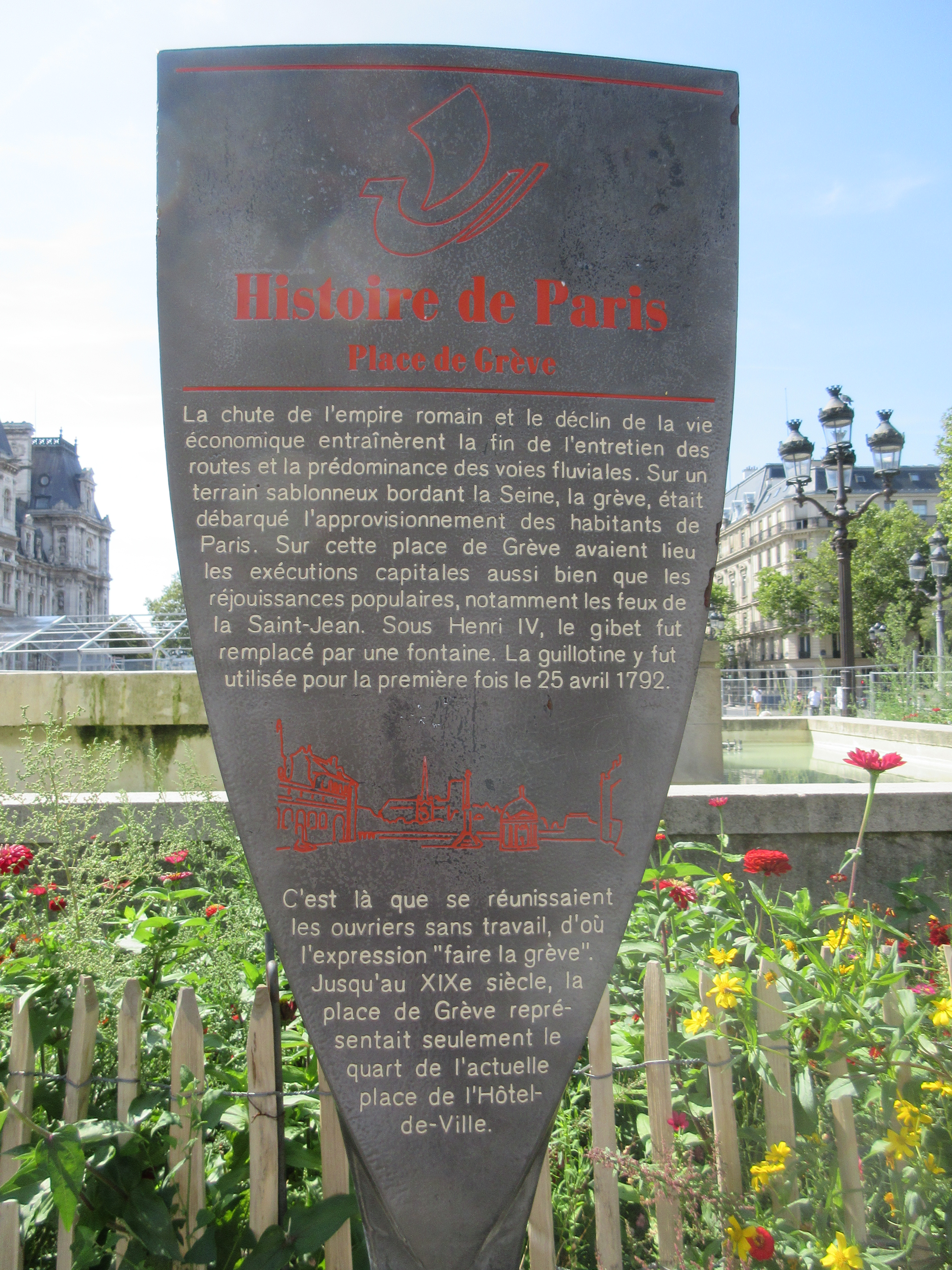
Panneau Histoire de Paris « Place de Grève ».

- À l'angle avec la rue de Lobau : hommage à la Nueve.
- À l'angle de la place de l'Hôtel-de-Ville, présence d'un panneau Histoire de Paris retraçant l'histoire des feux de la Saint-Jean qui se tenaient au Moyen Âge sur cette place.

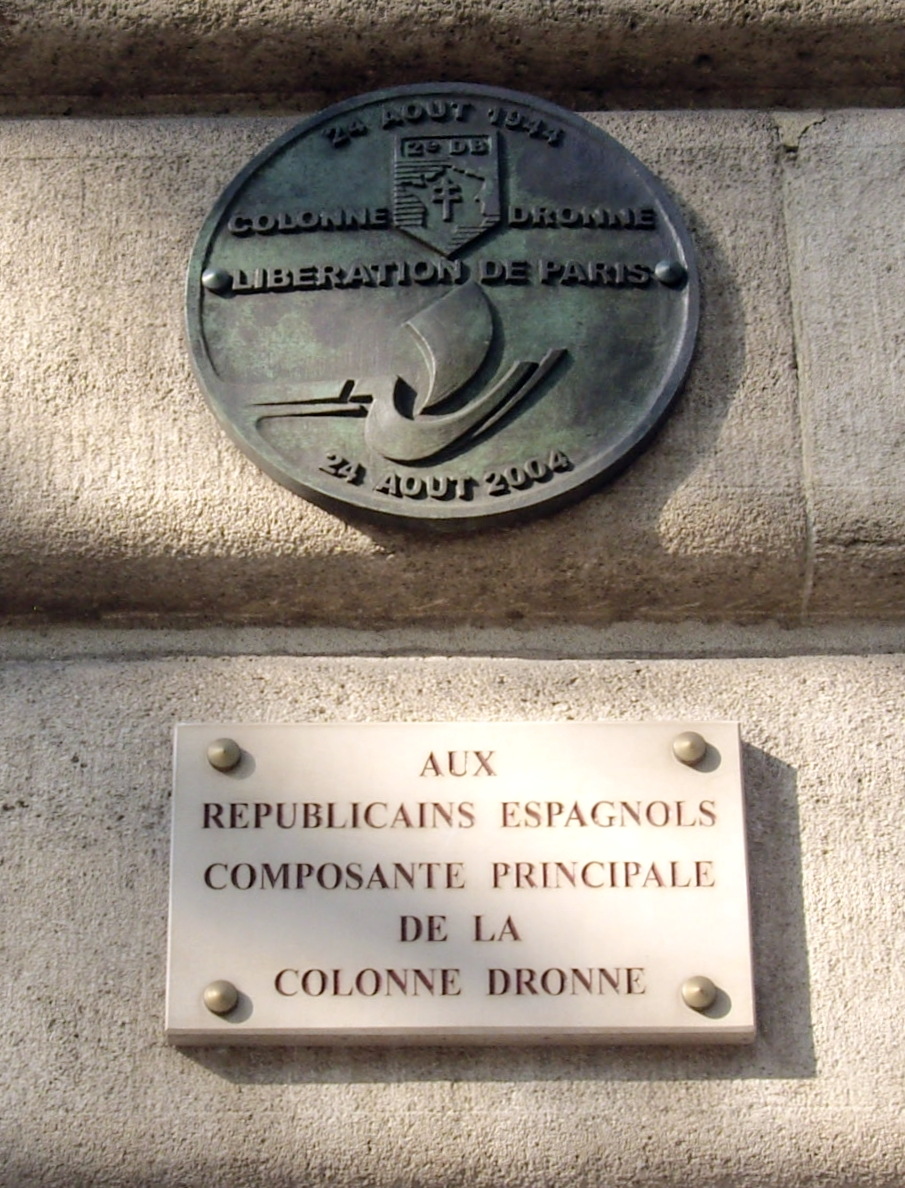
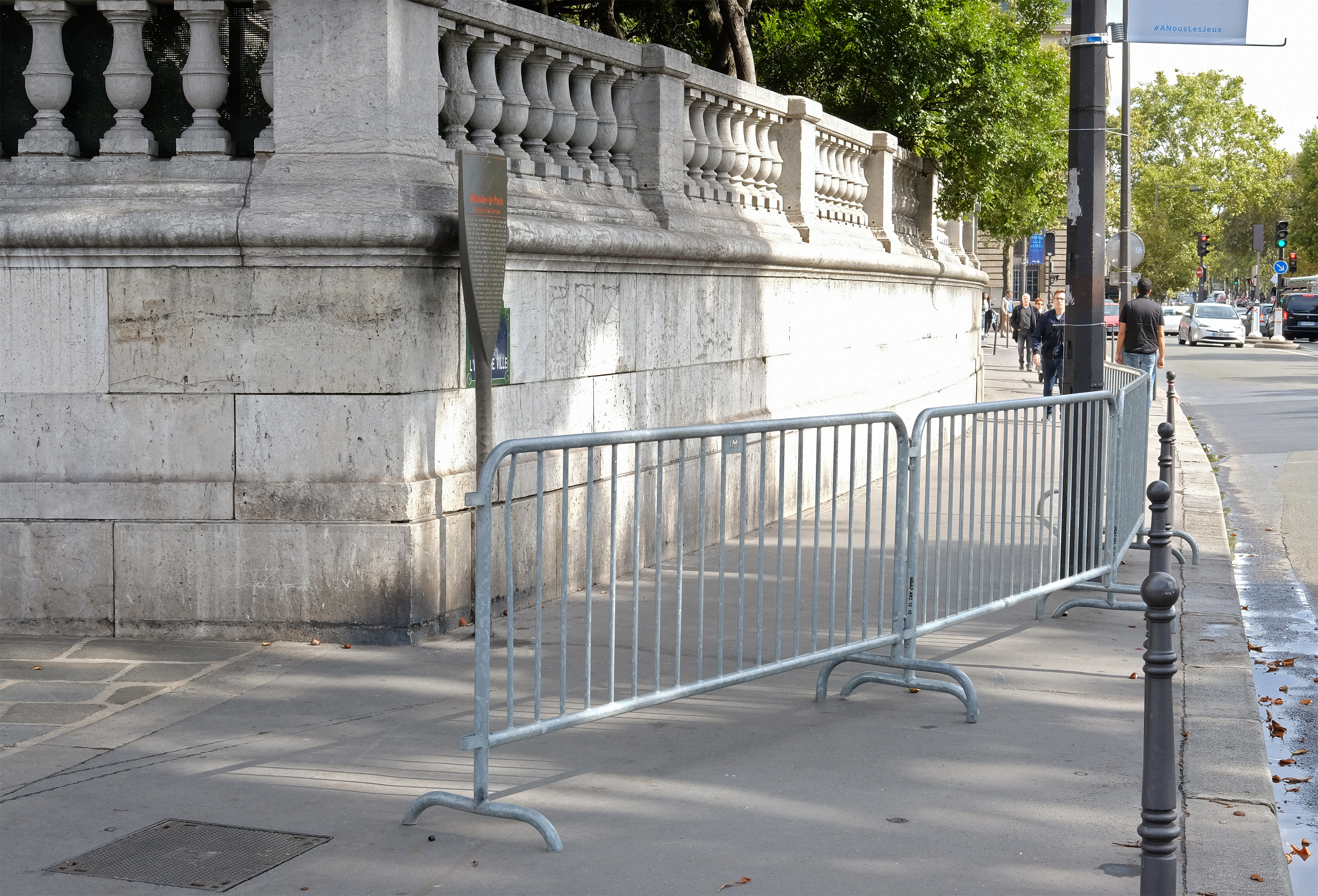
Panneau Histoire de Paris « Les feux de la Saint-Jean », à l'angle de la place et du quai de l'Hôtel-de-Ville.
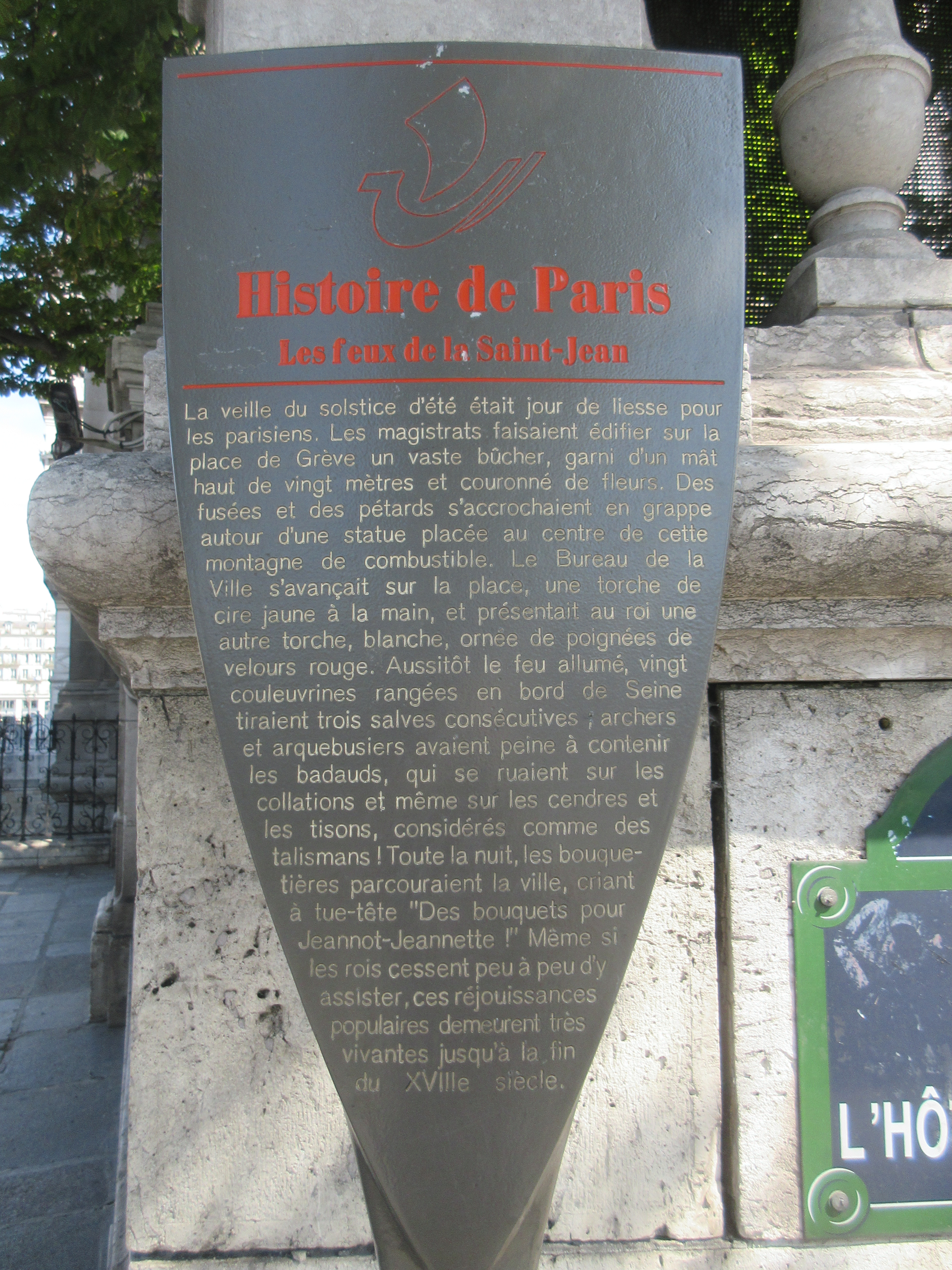
Panneau Histoire de Paris « Le Feux de la Saint-Jean ».